# Les Révoltés du Cap
Pour plus de détails, voir Fiche technique et Distribution.
Les Révoltés du Cap (The Fiercest Heart) est un film américain réalisé par George Sherman, sorti en 1961.

## Fiche technique
- Titre original : The Fiercest Heart
- Titre français : Les Révoltés du Cap
- Réalisation : George Sherman
- Scénario : Edmund H. North d'après le roman de Stuart Cloete
- Photographie : Ellis W. Carter
- Montage : Richard Billings
- Musique : Irving Gertz
- Société de production : 20th Century Fox
- Pays de production : États-Unis
- Format : 2,35:1
- Genre : aventure
- Date de sortie : 1961

## Distribution
- Stuart Whitman : Steve Bates
- Juliet Prowse : Francina
- Ken Scott (en) : Harry Carter
- Raymond Massey : Willem Prinsloo
- Geraldine Fitzgerald : Tante Maria
- Rafer Johnson : Nzobe
- Michael David : Barent Beyer
- Eduard Franz : Hugo Baumon
- Rachel Stephens (en) : Sarah
- Edward Platt : Madrigo
- Alan Caillou : Major Adrian
- Hari Rhodes : Hendrik
- Oscar Beregi, Jr. : Klaas